# فرانو
شعر فرانو یک جریان نو در شعر معاصر است که متأثر از شعر دهه هفتاد بوده و پس از افول آن، با درون‌مایه و محتوای طنزگونه به عرصه آمد. فرانو از سال ۱۳۸۱ توسط شاعر آستارایی اکبر اکسیر با همراهی شاعران آستارایی از جمله منصور بنی‌مجیدی و داوود ملک‌زاده بنیان شده‌است. نام داوود ملک‌زاده در این جریان از آن جهت مهم است که وی ویژه‌ی فرانو و اکبر اکسیر در دوران دانشجویی در مجله ی بلم منتشر کرد (1384) که سکوی پرتاب مهمی در شناساندن اکسیر و فرانو بوده است. اکسیر به داوود ملک‌زاده لقب ژنراتور فرانو را داده بود، هر چند ملک‌زاده بعدها به خاطر این که اکسیر فرانو را ضد عشق و ضد سیاست قلمداد کرد، از این نوع شعر فاصله گرفت. البته بسیاری از منتقدان به فقدان این دو مولفه‌ی مهم را در شعر، ایراد بزرگی برای فرانو می‌دانند. یکی از منابع مهم فرانو علاوه بر مجله ی یادشده، کتاب «گزنه‌های گردنه» است. فرانو با کلمات ساده، ضرب‌المثل‌ها و اصطلاحات عامیانه بازی می‌کند تا مفهوم خود را ادا کند. فرانو مانیفست دارد که در کتاب بفرمایید بنشینید صندلی عزیز از اکبر اکسیر آمده‌است. جریان شعری پست‌مدرن در کنار سایر جریان‌های نوظهور از اوایل دهه هفتاد تکوین و تاکنون ادامه یافته‌است. رضا براهنی متعاقب ترجمه آثار فلسفی و ادبی غربی در سال‌های نخست دهه هفتاد و داغ شدن مباحث فلسفی و سیاسی جدید، جریان شعری تازه به نام شعر پست‌مدرن مطرح کرد و با تربیت شاگردان جوان و سرودن یک مجموعه شعر به نام «خطاب به پروانه‌ها» به این چریان دامن زد. علی باباچاهی نیز با طرح شعر پسانیمایی (شعر دهه هفتاد)، به عنوان روایت چهارم از شعر معاصر ایران، مدعی رهبری این جریان شد. سرانجام اکبر اکسیر نیز در مجموعه بفرمایید بنشینید صندلی عزیز از «شعر فرانو» سخن گفت. یکی از نقدهای انجام شده بر فرانو، نقد و بررسی ۱۳ سال ترانه‌سرایی اکبر اکسیر در قالب فرانو توسط سعید بیابانکی و ناصر فیض در برنامه نقد شعر شبکه چهار صدا و سیما بوده‌است.
اکسیر اگرچه در آغاز راه، عنوان «حلقه»ی فرانو را مطرح می‌کرد اما رفته‌رفته فقط خود را مطرح کرد تا جایی که امروز در گفت‌وگوها و یادداشت‌هایش به ندرت نامی از بانیان و راهیان آن می‌برد.

## شاعران
از شاعران شعر فرانو می‌توان به منصور بنی‌مجیدی  و از اعضای حلقهٔ ادبی فرانو)، داوود ملک‌زاده (از اعضای حلقهٔ ادبی فرانو)، محمد رضایی، حمیدرضا اقبال‌دوست کروب رضایی و حامد اشرف زارعی با کتاب تاناکورا اشاره کرد.

## اشتراکات فرانو با گلستان سعدی
با بررسی ویژگی‌های سبکی شاخص که در گلستان سعدی موجود است و مقایسه آن با سبک فرانو، می‌توان نسبت تأثیرپذیری این سبک را از آثار کلاسیک دریافت. مهم‌ترین این ویژگی‌ها عبارتند از:
- ایجاز
- طنز
- استفاده فنی از مقوله زبان و کاربرد آن
- استفاده از ضرب‌المثل و اصطلاحات عامیانه
- مراعات نظیر[۱۲]

## نمونه
کارنامه
در پیاده‌روی ۴۷ شعری خواندم ملیحه خندید
گفتم بالاخره بله یا خیر؟ گفت: خیر است انشاالله!
بعد دراتاق ۵۷ شعری خواندند باران گرفت و صیغه جاری شد
همان شب شعری خواندیم تخت سرفه کرد، عرفان سروده شد
بعدها در اتاق ۶۲ شعر تازه‌ای خواندیم تخت عطسه کرد و ایثار به چاپ رسید
برای نان به مدرسه رفتم؛ بابا شلنگ آب تعارف کرد؛ کلاس به سکسکه افتاد
بعد آقای مدیر شعری خواندند و من ۳۰ سال پیر شدم
حالا در اتاق ۸۱ نشسته‌ام آخرین حکم کارگزینی را می‌خوانم
ملیحه می‌خندد؛ ایثار به افتخار من تست می‌زند و عرفان
رفته‌است در پیاده‌رو شعر بخواند تا من بعداً پدربزرگ شوم!
|پاره‌گی|
/
خطِ فقر/
یک خطِ فرضی است/
که آدم را به دو قسمت تقسیم می‌کند.
حامد اشرف‌زارعی از کتاب تاناکورا
|اخبار|
/
صبح کودتا/
ظهر گروگان‌گیری/
عصر بمب‌گذاری/
غروب حملهٔ انتحاری/
شبِ خوشی را برای‌تان آرزو می‌کنیم.
حامد اشرف‌زارعی از کتاب تاناکورا
|شیههٔ اسب|
/
من یک نجیب‌زاده‌ام/
پدرم/
پدربزرگم/
و همهٔ اجدادم در طولِ تاریخ/
شلاق خوردند/
و/
سکوت کردند.
حامد اشرف‌زارعی از کتاب تاناکورا